# 月見が池

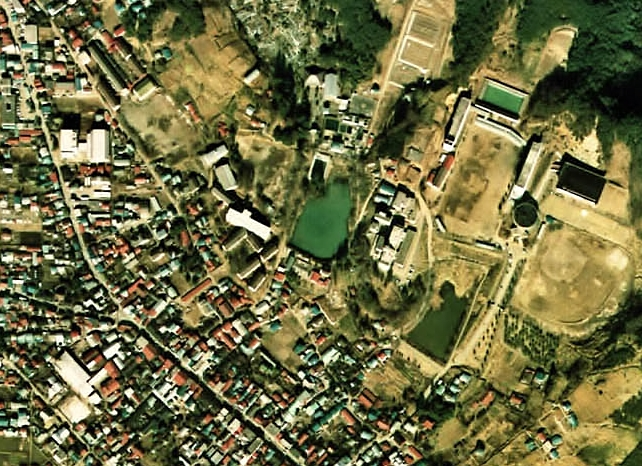
月見が池周辺の空中写真。1974年撮影。
。

月見が池（つきみがいけ）は、山梨県上野原市上野原にあるため池である。2010年（平成22年）3月25日に農林水産省のため池百選に選定された。

## 概要
月見が池は、一級河川桂川の河岸段丘に広がる農地を潤すため、支流の鶴川から1911年（明治44年）延長8,700mの「上野原用水」を整備し1931年（昭和6年）に造成された。

## 周辺
サクラ・アジサイ・ツツジ等が植栽されており住民の憩いの場となっている。
カモ等の鳥類や、コイやフナ等の魚類など多様な動植物が生息していて、特に山梨県でのキマダラルリツバメの唯一の生息地でもあり、隣接する上野原小学校では、鳥類の巣箱を設置し環境学習を行っている。
ため周辺には池完成時に弁財天の社が建設され、毎年7月には多くの参拝者が集まる月見ヶ池弁財天祭りが行われている。

## アクセス

### 道路
- 国道20号上野原小学校

### 路線バス
- 中央本線上野原駅下車